# 藤原通基 (侍従)
藤原 通基（ふじわら の みちもと）は、平安時代中期の公卿。藤原北家、関白・太政大臣・藤原教通の次男。官位は正三位・侍従。

## 経歴
長元5年（1032年）伯父・頼宗の加冠により、三弟・信長と共に元服。この際、信長は従五位下に叙せられたのに対して、信基は4年前に死去した祖父・道長の戸籍に入っていた（養子関係にある）ため従五位上に叙せられた。翌年1月の除目で侍従に任ぜられる。
長元8年（1035年）、信基から通基に改名し、のち伊予権守・春宮権亮を兼務し、長暦3年（1039年）には従三位次いで正三位に叙せられ公卿に列した。
病弱で血を吐く病にかかっていたとされ、長久元年（1041年）に21歳で病没した。最終官位は侍従正三位行春宮権亮兼伊予権守。